# Leningradstationen

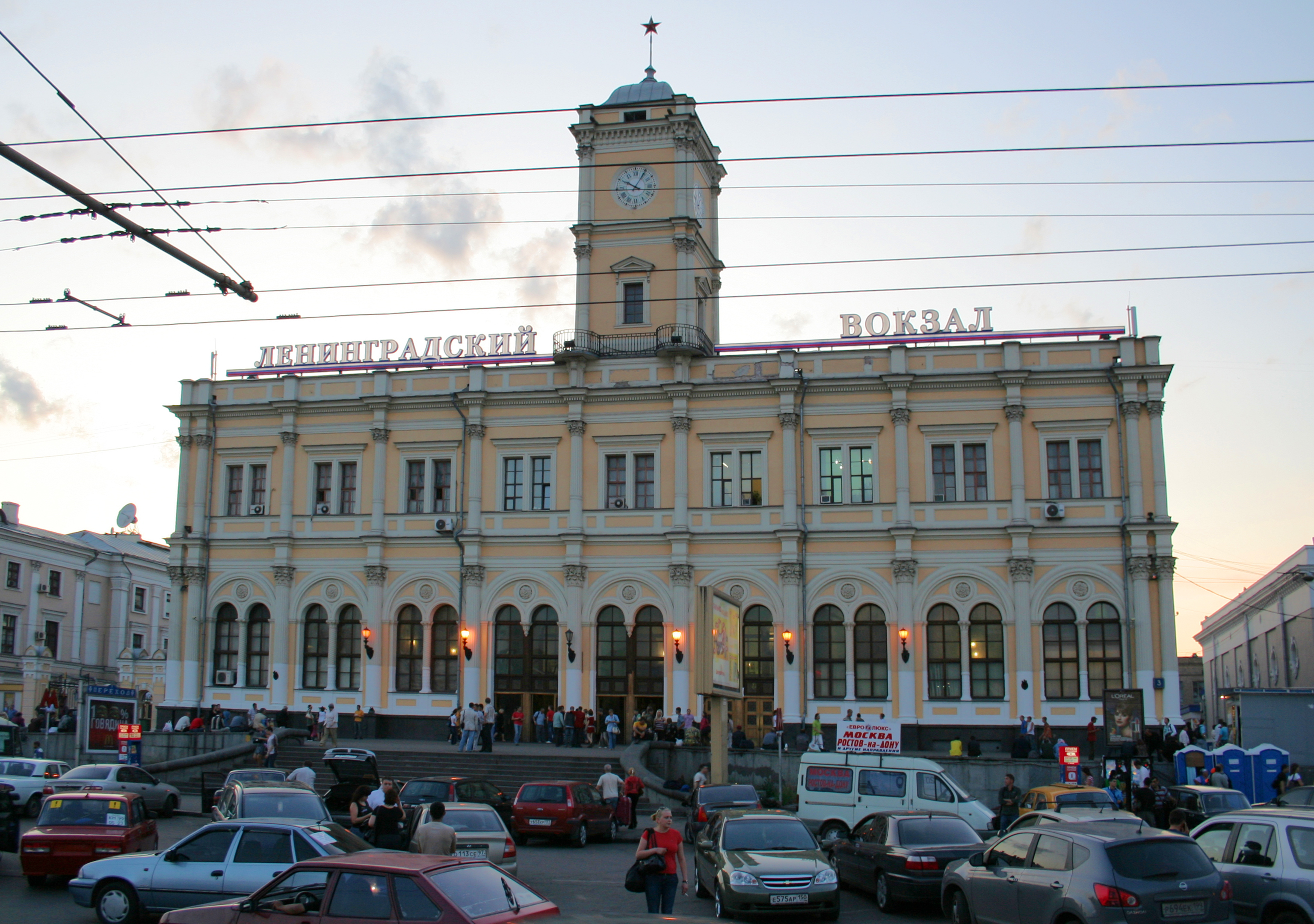
Leningradskij-stationen

Leningradstationen, eller Leningradskijstationen (Ryska: Ленинградский вокзал, Leningradskij vokzal) är den äldsta av Moskvas nio stora järnvägsstationer. Från stationen går tågförbindelser mot nordväst, främst Sankt Petersburg och vidare mot Estland och Finland. Stationen byggdes mellan 1844 och 1851.
Leningradskij ligger vid Komsomolskaja-torget, där även de två järnvägsstationerna Jaroslavskij och Kazanskij ligger, liksom tunnelbanestationen Komsomolskaja-Koltsevaja. 